# Dromaeschna forcipata
Dromaeschna forcipata – gatunek ważki z rodziny żagnicowatych (Aeshnidae). Występuje w północno-wschodniej Australii.